# 天主教埃乌克教区
天主教埃烏克教區（拉丁語：Dioecesis Liccanensis）是波蘭一個羅馬天主教教區。教座位於埃烏克，屬瓦爾米亞總教區。
教區於1992年3月25日成立。2011年，教區在當地433,104人口中有教友433,104人，佔轄區總人口94.9%、152個堂區、331名司鐸、43名修士和121名修女。現任主教為喬治·馬祖爾，輔理主教為亞德·若瑟·加爾巴斯。